# Народна библиотека „Вељко Петровић” Бачка Паланка
Народна библиотека „Вељко Петровић” је библиотека у Бачкој Паланци. Основана је 1869. као „Српска читаоница”. Први књижничар је био Никола Стојаковић, директор Антоније Протић, а записничар Коста Јанковић.